# ثان السلام (حي)
حي السلام ثان، أحد التقسيمات الداخلية للمنطقة الشرقية في محافظة، جمهورية مصر العربية.